# 吉貝爾山 (阿爾高阿爾卑斯山脈)
47°24′46″N 10°23′54″E / 47.41278°N 10.39833°E

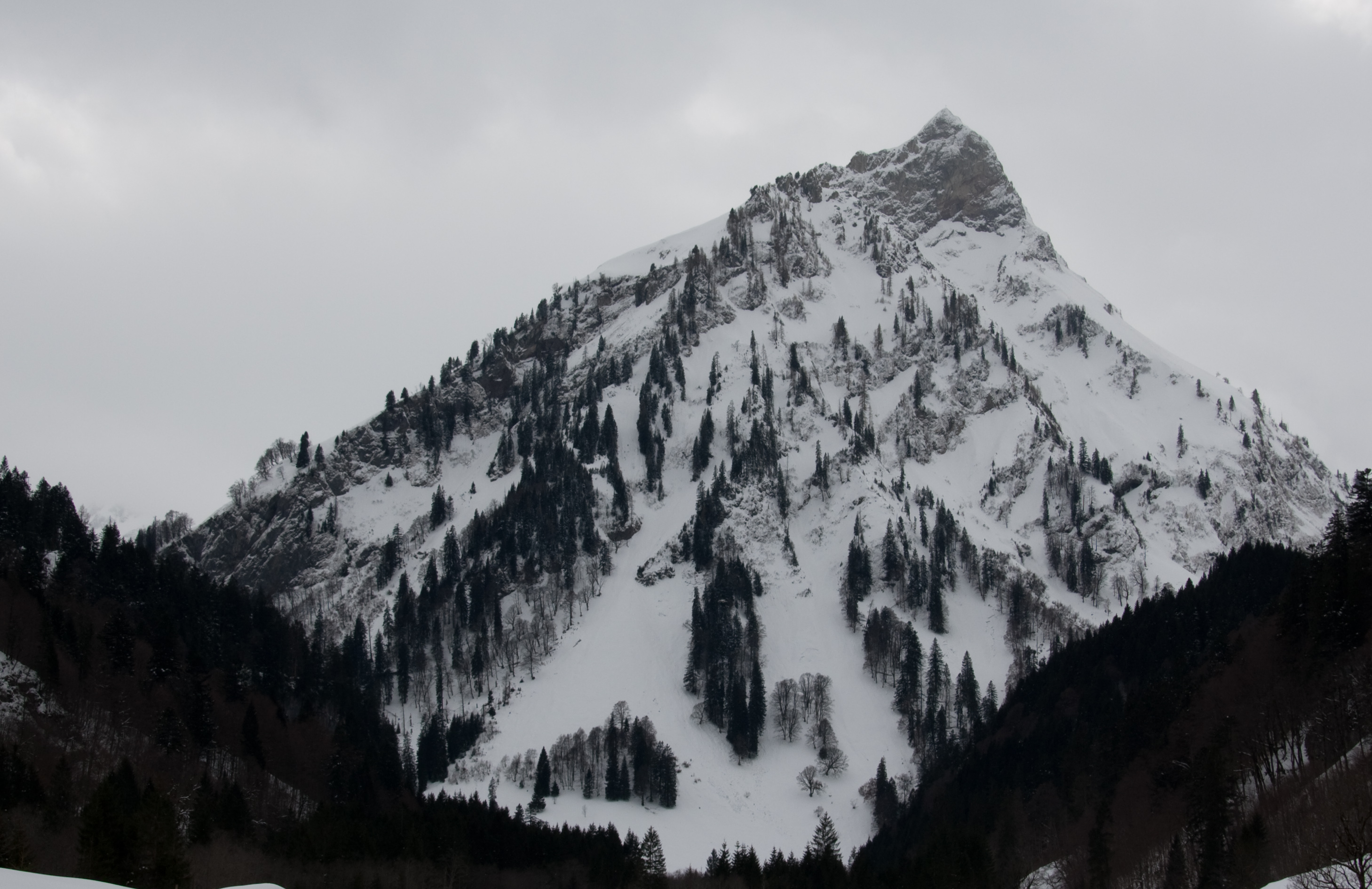

吉貝爾山（德語：Giebel），是德國的山峰，位於該國東南部，由巴伐利亞負責管轄，屬於阿爾高阿爾卑斯山脈的一部分，海拔高度1,949米，每年平均降雨量1,730毫米。